# Half Tree Hollow
Half Tree Hollow (Hueco del árbol del medio) es considerado como un "suburbio" de Jamestown, Santa Elena, un territorio insular británico en el océano Atlántico Sur. El pueblo está construido en la cima de Jacob's Ladder, una escalera que conecta las laderas con Jamestown. El pueblo fue construido debido a la falta de un espacio adecuado en Jamestown y a su geología.
La localidad tiene una población mayor que la de Jamestown. En el año 2008 tenía una población de 901 habitantes, en comparación con los 1140 que tenía en 1998. Se trata de un distrito de la isla, que con unos 1,6 km² es el más pequeño, el más poblado y el de mayor densidad de población. El distrito incluye Ladder Hill.

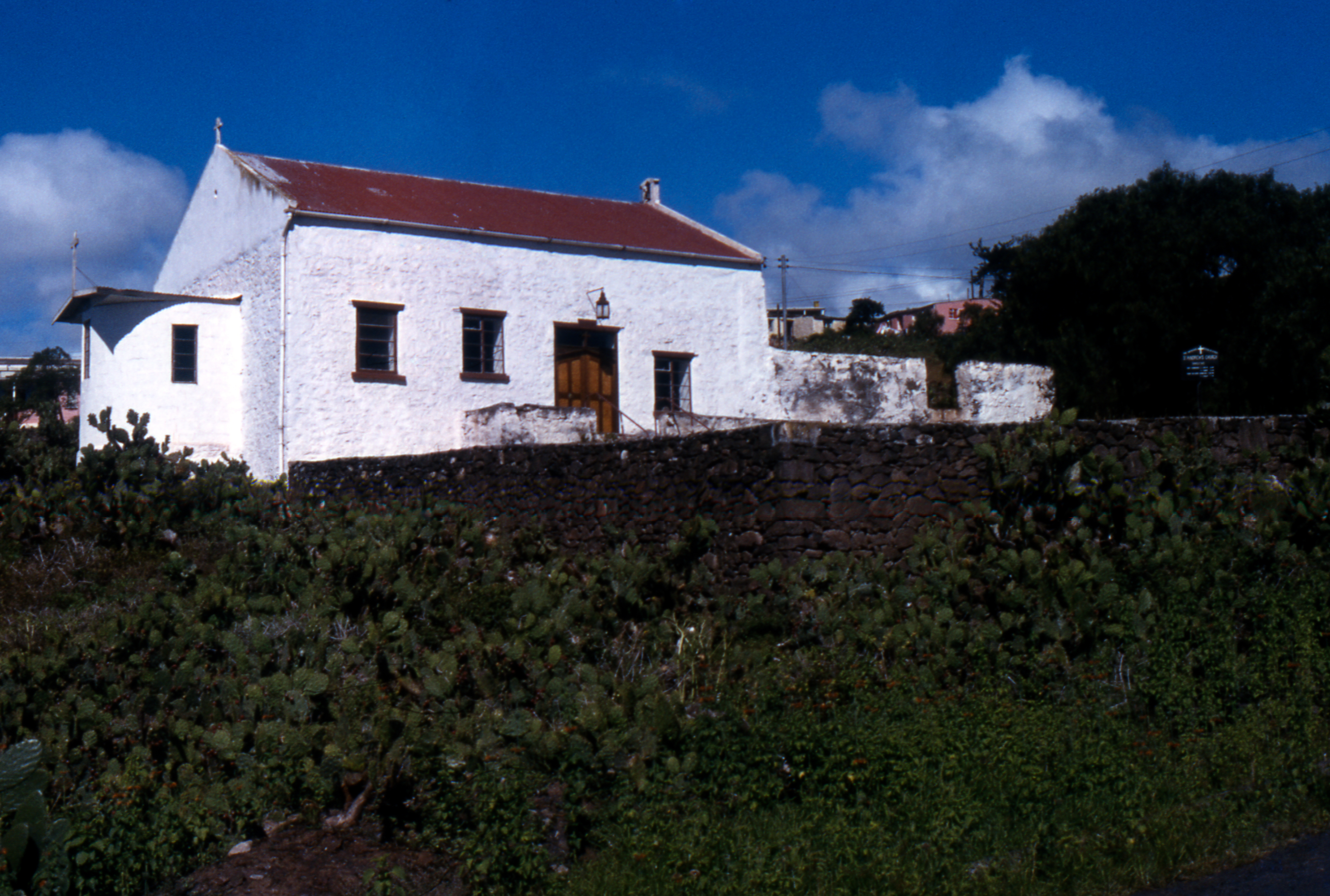
Vista de la capilla anglicana San Andrés

Aquí también se encuentra la iglesia anglicana de San Andrés, que pertenece a la parroquia de la Catedral de San Pablo.